# الشؤون المدنية

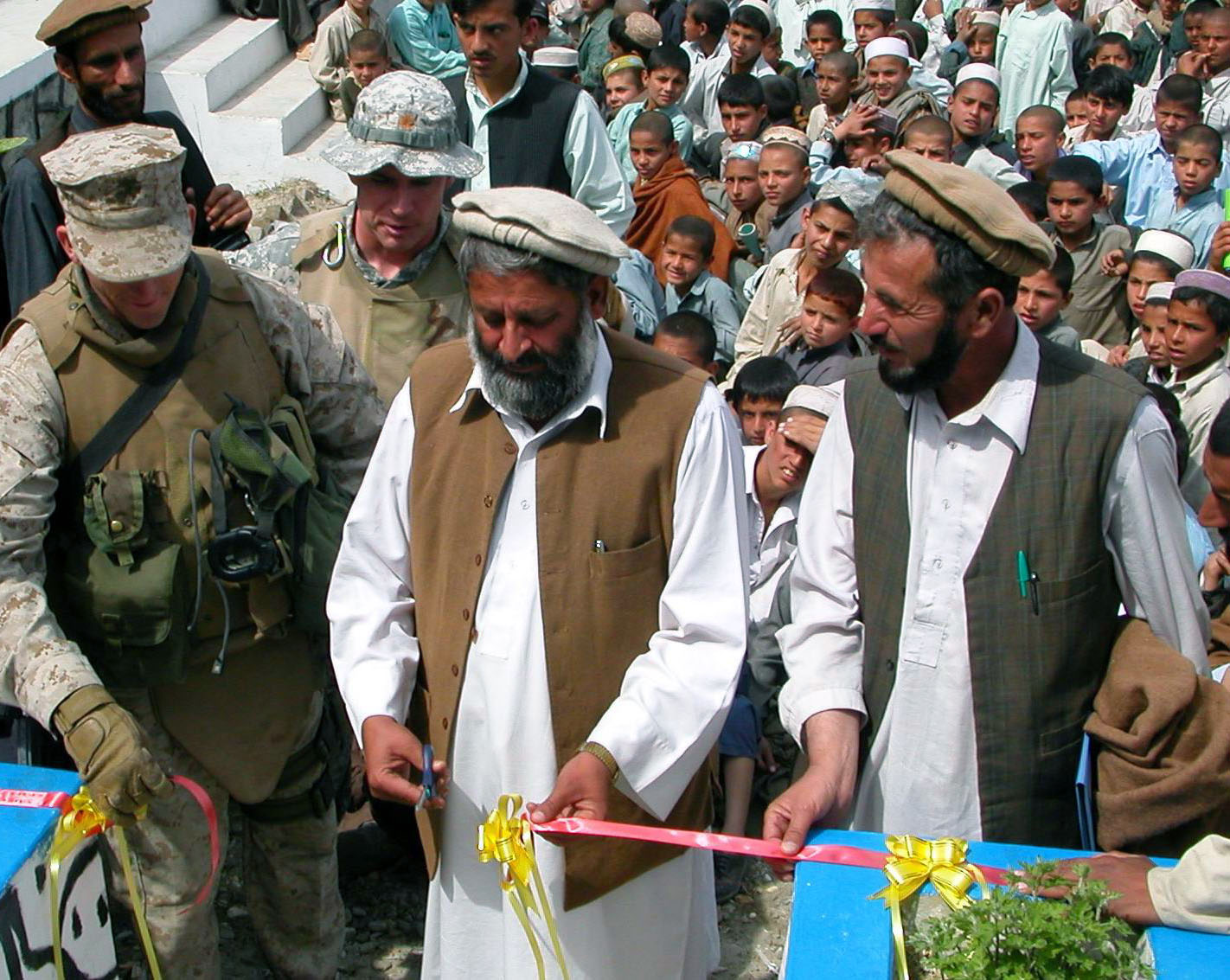

الشؤون المدنية هو مصطلح يُستخدم من قبل الأمم المتحدة والمؤسسات العسكرية (مثل الجيش الأمريكي)، ولكن لأغراض مختلفة في كل حالة.

## الشؤون المدنية في عمليات الأمم المتحدة لحفظ السلام
موظفو الشؤون المدنية في الأمم المتحدة للسلام هم موظفون مدنيون غالبا ما يكونون في طليعة تعامل البعثة مع مسؤولي الحكومة المحلية والمجتمع المدني والشركاء المدنيين الآخرين في المجتمع الدولي. «تعمل مكونات الشؤون المدنية على المستويات الاجتماعية والإدارية والسياسية المحلية لتسهيل تنفيذ مهام حفظ السلام في جميع أنحاء البلاد ودعم الشعب والحكومة في تعزيز الظروف والهياكل المؤدية إلى سلام دائم.»,
يتم نشر مكونات الشؤون المدنية في معظم بعثات حفظ السلام التي تقودها إدارة عمليات حفظ السلام التابعة للأمم المتحدة، وهي أيضًا سمة من سمات العديد من البعثات السياسية الخاصة التي تقودها إدارة الشؤون السياسية. عادة ما يتم نشر موظفي الشؤون المدنية على المستوى المحلي، حيث يعملون كحلقة وصل بين بعثة الأمم المتحدة والسلطات والمجتمعات المحلية. تعمل مكونات الشؤون المدنية في جميع أنحاء البلاد لتعزيز الظروف الاجتماعية والمدنية اللازمة لتعزيز عمليات السلام وهي وظيفة أساسية في عمليات حفظ السلام متعددة الأبعاد. اعتبارًا من منتصف عام 2013، كان هناك حوالي 700 موظف للشؤون المدنية في 13 عملية لحفظ السلام تابعة للأمم المتحدة في جميع أنحاء العالم.
تؤدي مكونات الشؤون المدنية واحدًا أو أكثر من ثلاثة أدوار أساسية، اعتمادًا على مهام مجلس الأمن للأمم المتحدة الممنوحة لبعثة معينة لحفظ السلام. يتداخل عمل الشؤون المدنية في كل دور مع مجموعة متنوعة من الأطراف الفاعلة الأخرى ويدعمها ويستفيد منها. اعتمادًا على المهام، تتمثل الأدوار الأساسية الثلاثة في 1) التمثيل والرصد والتيسير على نطاق البعثات على المستوى المحلي؛ 2) بناء الثقة وإدارة النزاعات ودعم المصالحة؛ 3) دعم استعادة سلطة الدولة وتوسيع دائرة نفوذها.

### جذور الشؤون المدنية في عمليات السلام التابعة للأمم المتحدة
كانت هناك سلائف لما سمي فيما بعد بالشؤون المدنية في أمريكا الوسطى وكمبوديا خلال الفترة من 1991 إلى 1993. على سبيل المثال، كان عنصر الإدارة المدنية لسلطة الأمم المتحدة الانتقالية في كمبوديا (UNTAC) مسؤولاً عن الإشراف على الهياكل الإدارية في كمبوديا، بدءاً من الأمن العام إلى الموارد المالية والإعلام. ومع ذلك، تم تكوين العنصر الأول المعروف رسمياً باسم «الشؤون المدنية» في عام 1992، بتفويض من قوة الحماية التابعة للأمم المتحدة (UNPROFOR) في يوغوسلافيا السابقة.
كان تطوير ونمو أعمال الشؤون المدنية عنصرا حاسما في تطوير ونمو عمليات السلام المتعددة الأبعاد. مع نهاية الحرب الباردة وزيادة عمليات السلام اللازمة للتصدي للصراعات داخل الدول، طُلب من الأمم المتحدة بشكل متزايد معالجة المهام المدنية المعقدة. وقد تجاوز ذلك الدور المحدود للغاية المتمثل في الاتصال بالأطراف الفاعلة السياسية وعمل «المساعي الحميدة» الذي اتسم به أفراد حفظ السلام المدنيون حتى تلك المرحلة. وصف سيدريك ثورنبيري، أول مدير للشؤون المدنية في بعثة للأمم المتحدة (قوة الحماية في عام 1992)، هذا الدور الأوسع الجديد على النحو التالي:
حتى نفهم تمامًا ما تعني الأمم المتحدة «بالشؤون المدنية»، من المهم أولاً تقدير أن معظم البعثات التي تم إنشاؤها بين عامي 1989 و 1992 خاصةً، كانت مختلفة نوعيًا عن تلك التي سبقتها. ليس فقط أن معظمهم كانوا أكبر من ذلك بكثير... لقد كان عليهم القيام بالعديد من الأدوار بالإضافة إلى الأدوار الأصلية من فترة 1947-1988. أصبحت مهمة الأمم المتحدة ليس مجرد المراقبة، ولكن أن تقوم بها بنشاط، وبنفسها، لتحقيق السلام [...] في تسلسل سريع للعمليات الرئيسية – خصوصا في ناميبيا وأمريكا الوسطى وكمبوديا - كانت الأمم المتحدة مطالبة ليس فقط بتحقيق السلام، ولكن بإجراء عمليات التعمير والمصالحة الوطنية في جميع انحاء البلاد. كانت مهمتهم  بصفة عامة، مواءمة أو توحيد المجتمعات شديدة الانقسام التي عصفت بها الحرب لفترة طويلة، وإقامة الديمقراطية حيث كان هناك سابقا استبداد.
تعد هذه الموضوعات الرئيسية للمساعدة في توحيد المجتمعات المنقسمة ومساعدة الدول على ممارسة السلطة الشرعية أساسية لاستمرار دور الشؤون المدنية اليوم.
خلال التسعينيات، تم تضمين عناصر صغيرة من الشؤون المدنية في عدد من البعثات، بما في ذلك البعثات في قبرص وطاجيكستان وجورجيا. وفي نهاية ذلك العقد، نُشرت عناصر رئيسية من الشؤون المدنية في كوسوفو وتيمور الشرقية، لتنفيذ الولايات التنفيذية المنوطة بعمليات حفظ السلام في ذلك الوقت. في هذه الحالات، وجدت عناصر الشؤون المدنية نفسها مفوضة لإنشاء إدارات فعالة ودعم بناء القدرات من أجل الحكم الذاتي.
شهدت بداية الألفية الجديدة طفرة في نشر عناصر كبيرة من الشؤون المدنية في بعثات حفظ السلام. كل عنصر كان له تركيزه ومساهمته الخاصة الفريدة في تنفيذ ولايات السلام على المستوى المحلي، ولكن كان كل منها هناك لتعزيز الروابط مع المواطنين العاديين، وكذلك لدعم تطوير الظروف الاجتماعية المؤدية للسلام وتوفير الدور التيسيري الشامل محليا.

### الشؤون المدنية في العقد المقبل
في عام 2008، ولأول مرة، وضعت ونشرت إدارتا عمليات حفظ السلام والدعم الميداني التابعان للأمم المتحدة توجيها سياسيا يحدد ويضع مفهوم العمل المتنوع للشؤون المدنية. وهذا قد وفر اساسًا لتطوير هذا الكتيب، بالإضافة إلى مواصفات التدريب والتجنيد لضمان أن تكون عناصر الشؤون المدنية قوية ومدربة تدريباً جيداً وجيدة التخطيط وجاهزة لمواجهة التحديات المقبلة.
سوف يحتاج هذا الإطار المؤسسي إلى مواصلة التطور والتطوير استجابة لتحليل التحولات المستمرة في البيئة الأمنية العالمية. على سبيل المثال، وجد تقرير البنك الدولي عن التنمية في العالم لعام  2011 أن العديد من البلدان تقع في حلقة من العنف والفقر يعزز كل منها الآخر. ووجدت أيضًا أن عددًا أكبر من الناس يعانون من العنف المرتبط بالافتقار إلى الحكم السليم وسيادة القانون أكثر من العنف المرتبط بالحرب الشاملة. أسفرت هذه التغييرات في البيئة الأمنية العالمية عن الولايات التي تتطلب بشكل متزايد مستويات أعلى من المشاركة المدنية في طائفة واسعة من القضايا الموضوعية والمتداخلة، تتراوح بين الحكم وسيادة القانون وبناء المؤسسات ومروراً ببناء السلام في المراحل الأولى وحماية المدنيين من تهديدات العنف.
فيما يتعلق بحفظ السلام، تجدر الإشارة بوجه خاص إلى حماية المدنيين، التي أصبحت بشكل متزايد جزءًا رئيسيًا من الخطاب الدولي حول التدخل. وقد تجلى ذلك في الحوار الدولي حول الجماهيرية العربية الليبية وساحل العاج في أوائل عام 2011 وقبل ذلك في جمهورية الكونغو الديمقراطية ودارفور. أصبحت حماية المدنيين مهمة محددة بشكل متزايد، بعد أن أدرجها مجلس الأمن في ثماني ولايات لحفظ السلام. من الممكن توقع أن تكون الشؤون المدنية في مقدمة النهج المتكامل والمنسق لتنفيذ الولاية بشأن هذه القضية، من حيث المشاركة المدنية والحكومية على أرض الواقع.

## الحواشي
1. ↑  DPKO/DFS Policy Directive on Civil Affairs (April 2008)http://www.peacekeepingbestpractices.unlb.org/pbps/Library/DPKO-DFS%20Policy%20Directive%20on%20Civil%20Affairs.pdf%5Bوصلة+مكسورة%5D نسخة محفوظة 21 يونيو 2017 على موقع واي باك مشين.
2. ↑  Cedric Thornberry, ”Civil affairs in the development ofUNpeacekeeping”, International Peacekeeping, 
vol. 1, No. 4 (1994), pp. 471– 484.

## وصلات خارجية
- الجيش الأمريكي الشؤون المدنية & النفسية قيادة العمليات (المحمولة جوا) الجيش الأمريكي احتياطي الموقع الرسمي
- الشؤون المدنية جمعية
- الجيش الأمريكي الدليل الميداني 41-10 المدني للشؤون العمليات
- أصدقاء الشؤون المدنية (فوكا) – وهي منظمة غير ربحية مكرسة الجنود وأسر 95 الشؤون المدنية اللواء (المحمولة جوا)، الولايات المتحدة الجيش قيادة العمليات الخاصة (USASOC).